# Super Robot Monkey Team Hyperforce Go!
Super Robot Monkey Team Hyperforce Go! (no Brasil, Super Esquadrão dos Macacos Robôs Hiperforça Já! / Super Esquadrão dos Macacos Robôs) é uma série de desenho animado nipo-americano produzida pelo Jetix. Foi exibida no Brasil pelos canais Jetix e Rede Globo.

## História
A cidade de Shuggazom vive sobre a ameaça do Rei Esqueleto, então entra em ação o Super Esquadrão de Macacos Robôs, um grupo de macacos robóticos que defendem a cidade e são liberados por Chiro, um garoto de 13 anos que está aprendendo a dominar o poder primata. No grupo também estão Antauri, Sprx77 (sparks), Gibson, Otto e Nova.

## Personagems e Poderes
- Chiro Takashi - tem o espirito primata. É um garoto humano. Namorado de Jinmay.
- Antauri - tem garras de enegia. Era o lider do esquadrão, bem dedicado e nobre. Cor: (Antigamente) Preta. (Atualmente) Prata. (Seus olhos são dourados)
- Mr. Hal Gibson - tem mãos de  furadeira. É o mais inteligente e cientifico do grupo. Cor: Azul.
- Sparks - tem mega-imãs nas mão. É o comediante da turma, mas leva a sério o seu trabalho. Apaixonado pela Nova, apesar de  Cor: Vermelha.
- Nova - seus punhos ficam maiores. É a unica garota dos macacos. Embora seja a mais agitada e a mais durona, possui um grande coração. Apaixonada pelo Spark. Cor: Amarela. (Seus olhos são rosas)
- Otto - suas mãos viram serras de energia. Costuma ser o mais atrapalhado e ingênuo do grupo. Cor: Verde.
- Jinmay Rayfield - Membra honorária. é uma robot. Namorada de Chiro.

## Dublagem brasileira
- Chiro Takashi - Charles Emmanuel
- Antauri - Mauricio Berger
- Mr. Hal Gibson - Eduardo Dascar
- Sparks - Manolo Rey
- Nova - Iara Riça
- Otto - Ronaldo Júlio
- Jinmay Rayfield - Ana Lúcia Menezes
- Rei Esqueleto - Luiz Carlos Persy